# Auxentius z Bithýnie
Svatý Auxentius z Bithýnie byl v 5. století postevníkem v Sýrii.

## Život
Auxentius patřil k strážcům byzantského císaře Theodosia II. ale poté odešel na horu Oxia blízko Konstantinopole, kde se stal poustevníkem. Byl obviněn z kacířství ale na Chalkedonském koncilu byl osvobozen. Po osvobození odešel jako poustevník na horu Skopas v Bithýnii. Dnes se tako hora jmenuje Kayışdağ.
Zemřel roku 473.
Jeho svátek se slaví 14. února.